# Campsegrèt
Camp Sègret (en francès Campsegret) és un municipi francès situat al departament de la Dordonya i a la regió de la Nova Aquitània.

## Demografia
| 1962                                       | 1968 | 1975 | 1982 | 1990 | 1999 | 2007 |
| ------------------------------------------ | ---- | ---- | ---- | ---- | ---- | ---- |
| 361                                        | 342  | 351  | 379  | 403  | 351  | 396  |
| Des de 1962: població sense dobles comptes |      |      |      |      |      |      |

## Administració
| Període   | Identitat        | Partit |
| --------- | ---------------- | ------ |
| 1971-2008 | André Leyx       |        |
| 2008-     | Gérard Malaubier |        |